# مارغريت هوفر
مارغريت هوفر (بالإنجليزية: Margaret Hoover) (و. 1977 – م) هي من الولايات المتحدة الأمريكية .
وهي عضوة في الحزب الجمهوري .

## التعليم
تعلمت في برين ماور.